# Beginen in Lübeck

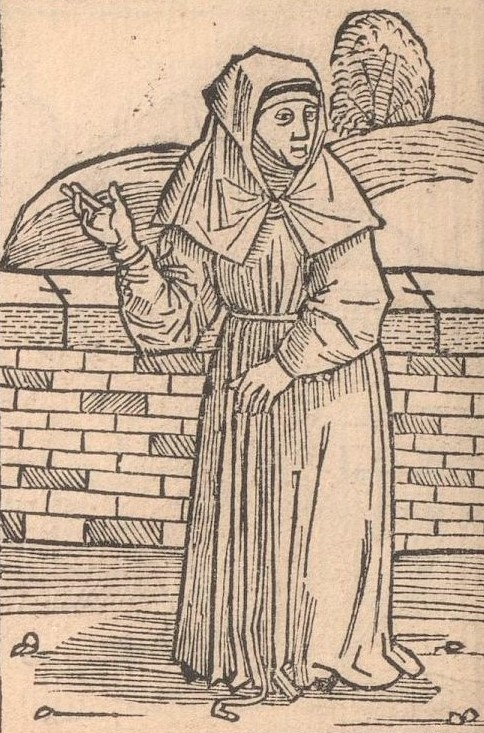
Begine im Lübecker Totentanz von 1489

Beginen gab es in Lübeck im Mittelalter und in der Frühen Neuzeit. Als Quellen bestehen zwei mittelalterliche Beginenordnungen, dazu Urkunden, Testamente, Archivunterlagen und eine Textpassage im Lübecker Totentanz.

## Konvente
In Lübeck gab es fünf Beginenkonvente:
- Johanniskonvent, Ecke Johannisstraße / Rosengarten in der Nähe des Johannisklosters, vor 1270 als ältester Lübecker Beginenkonvent gegründet; das Gebäude wurde 1816 abgerissen.[1]
- Aegidienkonvent, ab etwa 1270; Neubau 1297–1301, an der St.-Aegidienkirche in der jetzigen St.-Annen-Straße 3, wahrscheinlich ältestes erhaltenes Beginenhaus in Deutschland.
- Kranen-Konvent, gestiftet etwa 1284 von Willekin Crane († spätestens 1302);[2] das mittelalterliche Gebäude nahe dem Burgkloster der Dominikaner in der Kleinen Burgstraße 22 ist erhalten.
- Krusen-Konvent, gestiftet von Johann Kruse/Crispus († spätestens 1298), Ecke Große Altefähre/Kleine Burgstraße, die genaue Lage des nach 1793 abgerissenen Gebäudes ist nicht zu rekonstruieren.[1]
- Katharinen- oder Attendorn-Konvent, in der Glockengießerstraße 4, benannt nach der nahen Katharinenkirche oder nach dem Ratsherrn Volmar van Attendorn († 1305), der den Konvent vermutlich zwischen 1301 und 1305 stiftete; das 1281/82 erbaute Gebäude,[2] in dem sich nach der Reformation ein Wohnstift für bedürftige Frauen befand, ist erhalten und wird vom Katharineum zu Lübeck genutzt.

Die Konvente hatten durchschnittlich zwanzig Bewohnerinnen. Mehr als hundert Beginen hat es in Lübeck vermutlich nie gegeben. Neben den Beginenkonventen bestand in direkter Nachbarschaft des Aegidienkonvents der 1450 gestiftete Michaeliskonvent der Schwestern vom gemeinsamen Leben, die wegen ihrer ähnlichen Lebensweise oft auch zu den Beginen gerechnet werden, jedoch nach der Augustinusregel lebten. Die ersten Schwestern des Michaeliskonvents waren Beginen aus dem Johanniskonvent. Bei dem in mehreren Testamenten des 14. und 15. Jahrhunderts erwähnten Beginenhaus „in Wilhelm Warendorps Haus in der Hundestraße“ handelte es sich um ein Hospital.
Die Konvente wurden im Zusammenhang mit der Einführung der Reformation in Armenhäuser umgewandelt. Die nahe beieinander gelegenen Kranen- und Krusenkonvente wurden dabei zu einer Einrichtung vereinigt.

## Strukturen

### Allgemeines
In den Konventen lebten zwar einige wohlhabende Frauen, teilweise auch Verwandte von Ratsmitgliedern, die meisten Beginen stammten aber aus ärmeren Familien; einige waren ehemalige Mägde von Patrizierfamilien. Auch Familien, die ihre unverheirateten Töchter nicht in eins der Lübecker Frauenklöster geben konnten, weil ihnen die entsprechenden Mittel für die geforderte Mitgift fehlten, brachten sie stattdessen gerne in Beginenkonventen unter.
Anders als Nonnen waren Beginen nicht an Ordensregeln gebunden. Ob es vor der Ordnung von 1438 überhaupt eine vorgeschriebene Lebensform gab, ist nicht bekannt. Auch die Hierarchie war flach. Es gab nur eine auf Zeit ernannte Meisterin und (spätestens ab 1438) zwei (männliche) Vorsteher, die die Meisterin bestimmten und einmal im Jahr die Abrechnung vornahmen. Die Beginen mussten aber dafür selbst für ihren Lebensunterhalt aufkommen, soweit dieser nicht durch Stiftungen und Vermächtnisse in zahlreichen Testamenten gesichert war. Sie widmeten sich in Lübeck vor allem der Krankenpflege; über Totendienste wie in anderen Städten gibt es keine erhaltenen Nachrichten. Daneben verdienten sie ihr Geld mit Textilarbeiten wie Spinnen und Weben.
Seelsorgerlich betreut wurden die Beginen vermutlich von Priestern aus den ihnen benachbarten Männerklöstern. Dabei standen ihnen die  Bettelorden am nächsten. Für die private Andacht besaßen zumindest der Aegidien- und der Kranenkonvent eigene Kapellen. Ein um 1500 geschaffener Flügelaltar, der vermutlich in der Kapelle des Aegidienkonvents stand, zeigt auf der schlechterhaltenen Innenseite Szenen der Passionsgeschichte, die Vierzehn Nothelfer sowie Elisabeth von Thüringen, die Heilige der Krankenpflege, und Jakobus der Ältere als Schutzpatron der Armen und Waisen; im geschlossenen Zustand sind die Gregorsmesse und mehrere heiliggesprochene Mitglieder von Bettelorden zu sehen.

### Beginenordnungen
Die Ordnung von 1438 für alle fünf Konvente durch den Rat enthält die wichtigsten Regeln. Die Meisterin wurde von den Vorstehern ausgesucht und durfte ihrer Wahl nicht widersprechen. Die zwei Vorsteher, Lübecker Bürger, wurden von der Stadt Lübeck bestimmt und hatten die oberste Entscheidungsbefugnis über den Konvent.
Im Gegensatz zu Terziarinnen/Laienschwestern in Bettelorden, die ein ähnliches Leben führten, legten Beginen keine dauerhaft bindenden Ordensgelübde ab. Die Gebote der Keuschheit und des Gehorsams gegenüber der Meisterin galten jedoch wie in anderen Konventen auch. Das Gelübde der Armut legten Beginen nicht ab, sondern sie behielten ihren privaten Besitz, konnten ihn vererben und wurden auch davon besteuert. Anders als Nonnen unterlagen Beginen nicht der Pflicht zur Klausur. Sie durften das Haus tagsüber verlassen, aber nach der Ordnung von 1438 nie allein, sondern immer in Begleitung einer zweiten Schwester, die von der Meisterin bestimmt wurde, jüngere unbedingt mit einer älteren. Bis um sieben Uhr sollten sie wieder im Haus sein sowie ihre Gäste verabschiedet haben. 
Beim Eintritt in den Konvent mussten die Frauen ein Eintrittsgeld zahlen. Es hatte sich dazu eingebürgert, dass sie außerdem ein großes Festessen für den Konvent ausrichten sollten, was die Ordnung zu begrenzen versuchte. Es gab eine Probezeit von zwei Monaten, nach der sie sich entscheiden mussten, ob sie in den Konvent eintreten wollten oder nicht. Nach diesem Tag durften sie nur noch die einfache Kleidung der Beginen tragen, zu der auch eine Haube mit Kinntuch gehörte. Kordeln an den Röcken, Schmuck, Pelzmützen und weitere Kleidungsbestandteile waren nicht erlaubt (was auf entsprechende Gewohnheiten hinweist).
Sie durften jederzeit wieder aus dem Konvent austreten, mussten dann aber versprechen, niemals wieder in den Konvent zurückzukehren, auch durften die verbliebenen Schwestern danach keinen Kontakt mehr zu ihnen halten. Das galt auch für die Frauen, die wegen Übertretung der Regeln aus der Gemeinschaft ausgeschlossen wurden.
Von 1463 ist eine weitere Ordnung erhalten.

## Lübecker Totentanz
In Des dodes dantz von 1489 ist auch eine Begine abgebildet. Im dazugehörigen Text weist sie im Gespräch mit dem Tod auf ihren frommen Lebenswandel und ihre Tätigkeiten für Kranke hin. Dieser hält ihr dagegen ihren schlechten Ruf vor, und dass sie Informationen, die sie bekäme, sofort unter die Leute bringe.
Textanfang
LI. DE BAGIN
Och döt, schone miner noch umme Jesus willen!
[1210] Sus lange hebbe ik mi emeret mit der spülen,
Därto hebbe ik geknuttet unde gewracht
ünde mit klenen sorgen min levent hengebracht.
Do mine vrunde mi nicht konden rike beraden,
Do makeden se van mi eine beginen draden.
[1215] Got heft mi nu in dessem state so gesterket,
(Übertragung)
Ach Tod, schone mich noch um Jesu Willen
Schon lange habe ich mich ernährt mit der Spindel
Dazu habe ich geknüpft und gewebt
und mit kleinen Sorgen mein Leben zugebracht.
Da meine Freunde mich nicht (richtig beraten/reich verheiraten?) konnten
Da machten sie aus mir eine Begine.
Gott hat mich nun in diesem Stand so gestärkt,